# Abijám
Abijám (hebrejsky: אֲבִיָּם‎ Avijam), v českých překladech Bible přepisováno též jako Abijam, byl druhým králem Judského království. Jeho jméno je vykládáno jako Otcem (je) moře. V Bibli je tento král uváděn i pod jménem Abijáš (hebrejsky: אֲבִיָּה‎ Avija), přepisováno též jako Abiáš či Abija. V tomto případě má však jméno tento význam: Otcem (je) Hospodin, a v Bibli je tímto jménem označováno i několik jiných osob, z nichž k nejvýznačnějším patřil například jeden ze Samuelových synů, dále potomek velekněze Eleazara, podle něhož se jmenovala jedna z dvaceti čtyř kněžských tříd, či syn krále Jarobeáma.
Judský král Abijám vládl 3 roky. Moderní historikové a archeologové uvádějí, že tomu tak bylo asi v letech 914–911 př. n. l. Podle kroniky Davida Ganse by však jeho kralování mělo spadat do let 2981–2983 od stvoření světa neboli do let 781–778 před naším letopočtem. Abijám pocházel z rodu Davidova, byl synem krále Rechabeáma a Abšalómovy dcery Maaky. Záznamy o matce se ale různí – v Knihách kronik je totiž uváděno i jméno Míkaja, jež byla dcerou Uríela z Gibeje Pokud by se v tomto případě jednalo o dvě různá jména pro jednu a tutéž osobu, pak by mohla být Maaka neboli Míkaja ve skutečnosti Abšalómovou vnučkou.
Za dobu své vlády vedl Abijám válku s Izraelským králem Jarobeámem, v níž jeho početnější armádu porazil a zvětšil své území o několik měst. Navzdory svému úspěchu pokračoval ve špatné náboženské politice svého otce a pisatelé Bible jej proto charakterizují takto: „Chodil ve všech hříších svého otce, jichž se před ním dopouštěl, a jeho srdce nebylo cele při Hospodinu, …“
Když Abijám zemřel, pohřbili ho v Městě Davidově, po něm se stal králem jeho syn Ása.